# Jaboti
Jaboti is een gemeente in de Braziliaanse deelstaat Paraná. De gemeente telt 5.307 inwoners (schatting 2009).

## Aangrenzende gemeenten
De gemeente grenst aan Conselheiro Mairinck, Japira, Pinhalão en Tomazina.